# RG (revue)
La publication RG est une revue mensuelle de langue française s'adressant à la communauté LGBT (lesbienne, gaie, bisexuelle et trans) du Québec (Canada) qui fut publiée de 1981 à 2012.

## Histoire
À l'origine une publication de rencontres appelée "Rencontres Gaies", d'où le nom de la revue, RG évolue rapidement en un média sur la scène gaie québécoise. La revue est créée en 1981 à Montréal par le psychologue Alain Bouchard, qui le dirige et en est l'éditorialiste jusqu'en 2008. Il vend alors le magazine, ainsi que le Guide gai du Québec fondé en 1979, à André Gagnon, du Groupe SER et qui publie déjà les mensuels Être et 2B. À la fin 2012, l'éditeur annonce que RG fusionne avec Être, un autre magazine du groupe, le titre disparaissant du même coup.

## Contenu et orientation
Durant son existence, RG a favorisé les débats de société sur la question homosexuelle. Le magazine fait des enquêtes auprès des personnes gaies sur des questions comme le suicide,. Certains observateurs déplorent au début des années 2000 que la presse gaie montréalaise, incluant RG, ne fait plus dans le militantisme gai ou les débats d'idées mais se concentre sur la couverture des activités des organismes communautaires du village gai de Montréal et demeure axée sur la sexualité.

## Rédacteurs et collaborateurs
Les personnalités rédigeant par le passé des textes pour le magazine comprennent, entre autres, Richard Chartier, Marcel Pleau, Laurent McCutcheon, Éric Messier, Carle Bernier-Genest, Guy Barrette, Gérard Pollender, Michel Dorais et Roger-Luc Chayer, devenu éditeur du Magazine Gay Globe.